# Berliet CAM
Der Berliet CAM war ein mittlerer französischer Lastkraftwagen aus der Zeit vor dem Ersten Weltkrieg.

## Geschichte, Technik
Die allgemeine Betriebserlaubnis für den Berliet CAM wurde im Juli 1912 erteilt, ab diesem Zeitpunkt wurde das Fahrzeug gebaut.
Der wassergekühlte Vierzylindermotor hatte eine Bohrung von 100 und einen Hub von 140 mm, also einen Hubraum von 4398 cm³ und gab seine nicht genannte Höchstleistung bei 1000/min ab. Steuerlich war das Fahrzeug mit 22 Steuer-PS eingestuft. Das Getriebe hatte drei Vorwärtsgänge, dazu einen Rückwärtsgang. Das Fahrzeug war ein Frontlenker. Die Nutzlast betrug 3,5 Tonnen, das Leergewicht 2,3 Tonnen, der Radstand 3,25 m. Der Antrieb auf die Hinterachse erfolgte über Ketten.